# Hechos 20

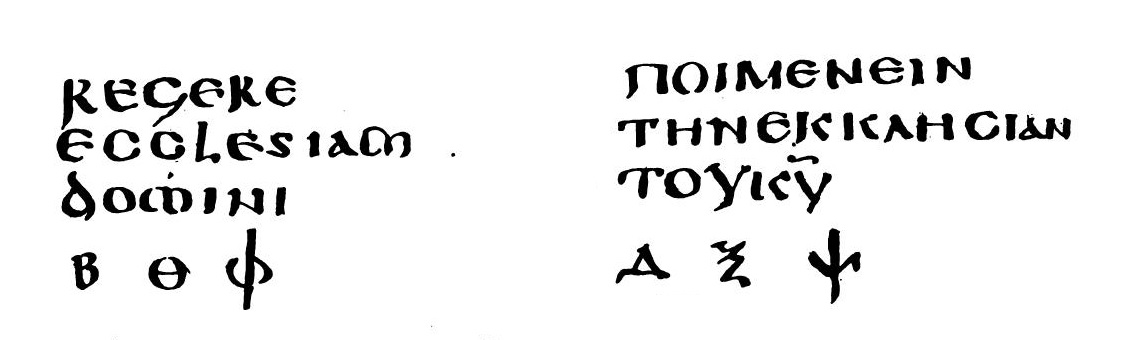
Facsímil de Scrivener (1874) de Hechos 20:28 en latín (columna izquierda) y griego (columna derecha) en el Codex Laudianus, escrito hacia el año 550 d.C..

Hechos 20 es el vigésimo capítulo de los Hechos de los Apóstoles en el Nuevo Testamento de la Biblia cristiana. En él se relata el tercer viaje misionero del apóstol Pablo. El narrador y sus compañeros («nosotros») toman parte activa en los acontecimientos de este capítulo. El autor del libro que contiene este capítulo es anónimo, pero la tradición cristiana primitiva afirmó uniformemente que Lucas el Evangelista compuso este libro así como el Evangelio de Lucas.

## Texto
El texto original fue escrito en griego koiné. Este capítulo está dividido en 38 Versículos.

### Testigos textuales
Algunos manuscritos tempranos que contienen el texto de este capítulo son:

#### En griego koiné
- Codex Vaticanus (325-350 d. C.)
- Codex Sinaiticus (330-360)
- Codex Bezae (~400)
- Codex Alexandrinus (400-440)
- Codex Ephraemi Rescriptus (~450; Versículos 11-38 existentes)
- Codex Laudianus (~550)[3]

#### En latín
- Codex Laudianus (~550)[3]

## Localizaciones
En este capítulo se mencionan los siguientes lugares (por orden de aparición):
- Macedonia
- Grecia
- Siria
- Berea
- Asia (provincia romana)
- Tesalónica
- Derbe
- Filipos
- Tróade
- Aso (Misia)
- Mitilene
- Quíos
- Samos
- Trogilio
- Mileto
- Éfeso
- Jerusalén

## Viaje a Troas por Macedonia (Versículos 1-6)
Esta sección registra el comienzo del viaje previsto en Hechos 19:21, ya que Pablo iba acompañado de hermanos de casi todas las zonas de misión: Sópater (cf. (probablemente) Romanos 16:21), Tíquico (Colosenses 4:7; Efesios 6:21; 2 Timoteo 4:12; Tito 3:12), Aristarco y Gayo (Hechos 19:29; cf. Romanos 16:21). Romanos 16:23, Colosenses 4:10).

### Versículo 2
Cuando hubo recorrido aquella región y los alentó con muchas palabras, llegó a Grecia.
«Aquella región» (King James Version: “aquellas partes”), habría incluido Filipos, Tesalónica y Berea, y las iglesias que Pablo había establecido allí. También puede haber sido en esta época cuando Pablo hizo el viaje a Ilírico mencionado en Romanos 15:19.

### Versículo 4
Y le acompañaron a Asia Sópater de Berea; y de los tesalonicenses, Aristarco y Segundo; y Gayo de Derbe, y Timoteo; y de Asia, Tíquico y Trófimo.'
- «Sopater» (en griego: Σώπατρος, Sṓpatros, que significa «salvador de su padre»[8][11]) era hijo de Pirro, un hombre de la ciudad de Berea.
- «Aristarco»: Uno de los compañeros de viaje de Pablo, un macedonio de Tesalónica al que se conoce por algunas referencias en los Hechos de los Apóstoles (Hechos 19:29; Hechos 20:4; Hechos 27:2) y Colosenses 4:10. [12]
- «Timoteo» o «Timoteo» (Nueva Biblia del rey Jacobo).
- «Tíquico»: viajó con Pablo en su tercer viaje misionero (Efesios 6:21; Colosenses 4:7; 1 Timoteo 4:12; Tito 3:12).[13]
- Tíquico y Trófimo son llamados ασιανοι (Asianoi, «de Asia»), es decir, nativos de la Provincia romana de Asia. Definiéndolo aún más, a Trófimo también se le denomina un «efesio» y un «gentil/griego» en Hechos 21.[14]

### Comentario a los versículos 1-6
El autor sagrado retoma el relato del viaje de Pablo en Hechos 20,5, cambiando nuevamente a la primera persona del plural ("nosotros"), lo que sugiere que el narrador, posiblemente Lucas, se ha unido a Pablo en Filipos. Este cambio indica que el narrador es testigo presencial a partir de este momento del viaje. La referencia a 2 Corintios 2,12-13 señala que este viaje hacia Macedonia es probablemente el mismo que Pablo menciona en su carta, donde expresa su preocupación por no encontrar a Tito en Troas y su posterior llegada a Macedonia.

Cuando llegué a Tróade, para anunciar el Evangelio de Cristo, aunque se me había abierto una puerta en el Señor, no hallé sosiego para mi espíritu por no encontrar a mi hermano Tito; así que me despedí de ellos y salí para Macedonia.

## En Troas (versículos 7-12)
Los creyentes de Troas (cf. 2 Corintios 2:12-13) tenían una «reunión» el primer día de la semana (versículo 7; cf. 9), que comenzaba el sábado por la noche (en aquella época, el domingo era día laborable, por lo que la práctica era reunirse el sábado por la noche o el domingo por la mañana temprano, como señala Plinio, Ep. 10.96.7), quizá después del trabajo para algunas personas, entre ellas Eutico, que es un nombre común de esclavo. Comprendía una larga sesión de enseñanza por parte de Pablo (versículo 7), la «fracción del pan» y una comida comunitaria (versículo 11), y terminaba al amanecer.

### Versículo 9
Y en una ventana estaba sentado cierto joven llamado Eutico, que se hundía en un profundo sueño. Lo venció el sueño; y mientras Pablo seguía hablando, cayó del tercer piso y fue levantado muerto.
Eutico era un joven de Tróade Alejandrina atendido por San Pablo. El nombre Eutico significa afortunado. Eutico se durmio debido a lo largo del discurso que estaba dando Pablo y se cayo de su asiento por una ventana de tres pisos. La acción inmediata de Pablo para resucitar a Eutico (versículo 10) recuerda los milagros de Elías y Eliseo (1 Reyes 17:21-22; 2 Reyes 4:34-35). El término «muerto» (griego: nekros) se utiliza para enfatizar que esto debe verse como un verdadero milagro (versículo 10).
- «Tercer piso»: esto indica una 'insula o bloque de apartamentos de clase trabajadora', no el atrio de una villa o casa de pueblo.[1]

### Versículo 12
Y trajeron vivo al joven, y no se consolaron poco 

### Comentarios a los versículos 7-12
En el v. 7 se encuentra la primera mención explícita en el libro de los Hechos de la costumbre cristiana de reunirse en el primer día de la semana para celebrar la Sagrada Eucaristía (cfr 2,42; 1 Co 10,16). Después la mención aparece en muchos documentos cristianos:

El día llamado del sol se reúnen todos en un lugar, lo mismo los que habitan en la ciudad que los que viven en el campo, y, según conviene, se leen los tratados de los apóstoles o los escritos de los profetas, según el tiempo lo permita. Luego, cuando el lector termina, el que preside se encarga de amonestar, con palabras de exhortación, a la imitación de cosas tan admirables. Después nos levantamos todos a la vez y recitamos preces; y a continuación, como ya dijimos, una vez que concluyen las plegarias, se trae pan, vino y agua: y el que preside pronuncia fervorosamente preces y acciones de gracias, y el pueblo responde “Amén”; tras de lo cual se distribuyen los dones sobre los que se ha pronunciado la acción de gracias, comulgan todos, y los diáconos se encargan de llevárselo a los ausentes. (…) Y nos reunimos todos el día del sol, primero porque este día es el primero de la creación, cuando Dios empezó a obrar sobre las tinieblas y la materia; y también porque es el día en que Jesucristo, nuestro Salvador, resucitó de entre los muertos.

Pablo, como antes Pedro, resucita a un muerto. Beda el Venerable ve en las circunstancias del milagro un simbolismo espiritual y lo expresa de la siguiente forma:

La restauración del joven se produce entre las palabras de la predicación, de modo que el anuncio de Pablo se confirme mediante la suavidad del prodigio y de la doctrina, se consolide el esfuerzo de la vigilia y se asocie más estrechamente en el ánimo de todos los asistentes el recuerdo del Maestro desaparecido.

## Viaje de Tróade a Mileto (versículos 13-17)

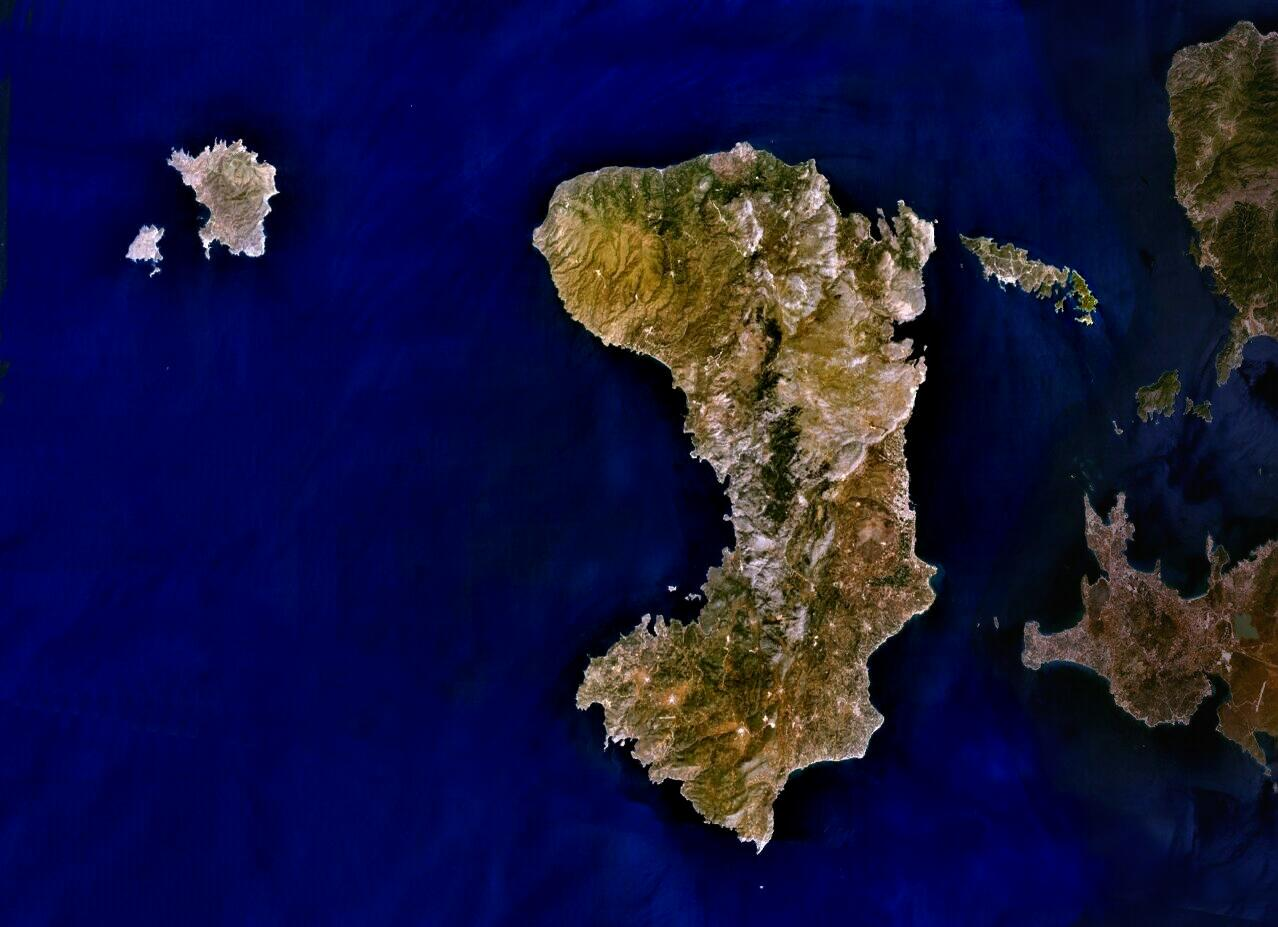
Vista de satélite de la isla de Chios (NASA)

Vista en 3D por satélite de la isla de Samos (NASA)

El viaje de Pablo por el norte del mar Egeo se detalla en los versículos 13 a 16. El texto afirma que Pablo, habiendo salido de Filipos después de la Días de los panes sin levadura, tenía el deseo urgente de viajar a Jerusalén y necesitaba estar allí para el Día de Pentecostés, optando incluso por evitar regresar a Éfeso y retrasarse allí. Como hay cincuenta días desde la Fiesta de los Panes sin Levadura (Pascua) hasta Pentecostés, y se emplearon cinco días en el viaje de Filipos a Troas y siete días de espera en Troas, Pablo y su grupo disponían de unos 38 días para viajar a Jerusalén.
Pablo parece haber hecho los preparativos para fletar un barco, pero Lucas y sus compañeros iniciaron el viaje desde Tróade y navegaron alrededor del Cabo Baba hasta Aso. Pablo viajó por tierra desde Troas hasta Assos y se embarcó allí. El barco navegó hacia el sur hasta Lesbos, haciendo escala en Mitilene, luego pasó por Quíos y llegó a Samos, alojándose en Trogilio. Pasaron por Éfeso y llegaron a puerto en Mileto, llamando a los ancianos de la iglesia de Éfeso para que viajaran a Mileto para una reunión. A los ancianos de la iglesia (en griego: τους πρεσβυτερους της εκκλησιας, tous presbyterous tes ekklesias) también se les llamaba supervisores (en griego: επισκοπους, episkopous) en el Versículo 28.
Mileto está a unos 65 kilómetros al sur de Éfeso. El Comentario bíblico de Jamieson-Fausset-Brown señaló que, en vista de la prisa de Pablo, se podría haber perdido más tiempo en llamar a los ancianos para que vinieran de Éfeso que el que se habría perdido si Pablo hubiera ido él mismo a Éfeso, pero conjeturó que o bien su decisión se debió a «los vientos desfavorables y el tiempo tempestuoso [que] les había alcanzado» o «no estaba dispuesto a correr el riesgo de una detención en Éfeso por el estado de la iglesia y otras causas»..

## Discurso de Pablo a los ancianos de Éfeso (Versículos 18-38)
Esta sección registra el único discurso directo de Pablo a los creyentes cristianos en el libro de los Hechos, por lo que es el único pasaje estrictamente paralelo a las epístolas (cf. Filipenses 3; 2 Timoteo 3-2 Timoteo 4; Romanos 15, y las secciones autobiográficas en 2 Corintios 10-2 Corintios 12.

### Versículo 24
[Pablo dijo:] «Pero nada de esto me conmueve; ni estimo mi vida preciosa para mí mismo, a fin de terminar con gozo mi carrera, y el ministerio que recibí del Señor Jesús, para dar testimonio del evangelio de la gracia de Dios.» 

### Versículo 28
[Pablo dijo:] «Mirad, pues, por vosotros y por todo el rebaño en que el Espíritu Santo os ha puesto por obispos, para apacentar la iglesia de Dios, la cual él ganó por su propia sangre.»
- «Mirad... por vosotros mismos»: traducido de la frase griega προσέχετε ἑαυτοῖς, prosechete. heautois), que es peculiar de los escritos de Lucas (Lucas 12:1; Lucas 17:3; Lucas 21:34).[26] Compárese con 1 Timoteo 3:2-7; 1 Timoteo 4:16; 1 Timoteo 6:11.[23]>.
- «Supervisores»: traducido de la palabra griega ἐπισκόπους, episkopous, que suele traducirse también como «obispos». Tanto «ancianos» como «obispos» han sido original y apostólicamente sinónimos, de modo que la distinción entre estos oficios no puede rastrearse con certeza hasta el siglo II, ni se estableció hasta avanzado ese siglo.[23]
- «Alimentar»: traducido de la palabra griega ποιμαίνειν, poimainein; la palabra propia para «cuidar» en relación con τὸ ποίμνιον (poimnion), «el rebaño», como ποιμήν (poimen), el «pastor», o «pastor».[26] Un «pastor» es «apacentar el rebaño» (de Cristo cf. Juan 10:11, 16; Juan 21:17; Hebreos 13:20; 1 Pedro 5:2, 3). Pedro aplica los títulos de «Pastor y Obispo de las almas» al Señor Jesús (1 Pedro 2:25). El Paul no utiliza la metáfora en ningún otro lugar, excepto indirectamente, y en un aspecto diferente (1 Corintios 9:7).[26]
- «Que ha adquirido»: traducido de la frase griega ἣν περιεποιήσατο, hēn periepoiēsato, «que ha adquirido» para su posesión (Efesios 1:14; Tito 2:14; 1 Pedro 2:9) por su propia sangre (cf. 1 Corintios 61 Corintios 6:20; 1 Corintios 79; 1 Pedro 1:7; 1 Pedro 1:19.[27]
- «Iglesia de Dios»: traducido de la frase griega ἐκκλησίαν τοῦ θεοῦ, ekklēsian. tou Theou. [26] Textus Receptus tiene τοῦ Θεοῦ, tou Theou, mientras que muchos unciales tienen τοῦ Κυρίου, «de [el] Señor», pero la frase ἐκκλησία τοῦ Κυρίου no aparece en ninguna otra parte de los escritos de Pablo, mientras que la frase ἐκκλησία τοῦ Θεοῦ aparece diez veces en las epístolas paulinas. [26] Tanto el Codex Vaticanus (B; 03) como el Codex Sinaiticus (N;01), considerados los dos manuscritos más antiguos, tienen Θεοῦ (Θυ), así como la Vulgata latina y las versiones siríacas. [26]Los primeros Padres de la Iglesia, Ignacio (en su Epístola a los Efesios) y Tertuliano, utilizan la frase «la sangre de Dios», que parece derivarse de este pasaje.[26]

Este Versículo fue grabado en una tiara papal que Napoleón regaló al Papa Pío VII.

### Versículo 35
[Pablo dijo:] "Les he demostrado de todas las maneras, al trabajar así, que deben apoyar a los débiles. Y recuerden las palabras del Señor Jesús, que dijo: 'Más bienaventurado es dar que recibir'"“”
Este Versículo es inusual en el sentido de que registra un dicho de Jesús que no llegó a ser registrado en ninguno de los evangelios. En su homilía sobre los Hechos de los Apóstoles, Juan Crisóstomo dice,

¿Y dónde dijo Él esto? Tal vez los Apóstoles lo transmitieron por tradición no escrita; o bien está claro a partir de (dichos registrados, de) los que se podría inferir."

 Un dicho similar se encuentra también en el libro deuterocanónico de Tobit (Tobit 12:8).

### Comentario a los versículos 13-38
La exhortación de Pablo a los presbíteros de Éfeso es el tercer discurso importante del Apóstol en el libro de los Hechos. Forma un conjunto con los discursos dirigidos a los judíos en Antioquía de Pisidia (13,16ss) y a los paganos en Atenas (17,22ss). En este caso, Pablo se despide de las iglesias que ha fundado, y su discurso recuerda al de la Última Cena de Jesús (Lc 22,21-38), abordando temas como el futuro de la Iglesia, el papel del ministerio y las responsabilidades de los pastores. Además, resalta su propia entrega como un ejemplo para los presbíteros.

Es necesario que quienes gobiernan la comunidad ejerciten dignamente las actividades de dirección (…). Existe el peligro de que algunos que se ocupan de otros y les dirigen hacia la vida eterna puedan destruirse a sí mismos sin notarlo. Es necesario que quienes supervisan trabajen más que el resto, sean más humildes que quienes están bajo ellos, les ofrezcan su propia vida como un ejemplo de servicio, y consideren a los súbditos como un depósito que Dios les ha confiado.

El discurso de Pablo a los presbíteros de Éfeso se divide en dos partes. La primera (vv. 18-27) ofrece un resumen de su vida entregada al servicio de la iglesia en Éfeso, y anticipa los desafíos que prevé enfrentar pronto. En esta sección, hay dos partes paralelas (vv. 18-21 y 26-27) que enmarcan un pasaje central (vv. 22-25). En su enseñanza, Pablo expresa su confianza en que Dios guía sus pasos y cuida de él, pero también reconoce la incertidumbre humana respecto a lo que le espera en el futuro.Facultad de Teología. Comentarios a la Sagrada Biblia: Universidad de Navarra (pp. 9890-9891). EUNSA Ediciones Universidad de Navarra.

La gracia no operaba sola. Respetaba a los hombres en su propia acción, les movía, despertaba y no hacía desaparecer del todo sus inquietudes.

Pablo ha llegado a amar a Cristo al punto de despreciar su propia vida, viendo en ella solo el medio para cumplir la misión que Dios le ha confiado. Para él, la santidad es como una carrera continua, impulsada por el amor y las buenas obras, que lo lleva al encuentro con el Señor. Este ideal de perfección cristiana, basado en San Pablo, ha sido transmitido y enseñado por los Padres de la Iglesia.

Si se trata de la virtud hemos aprendido del Apóstol mismo que la perfección de aquélla sólo tiene el límite de no tener ninguno. Este gran hombre de elevado espíritu, este divino apóstol, no deja jamás, al correr en la vía de la virtud, de tender hacia lo que está delante. Detenerse le parece peligroso. ¿Por qué? Porque todo bien, por su propia naturaleza, carece de límite y sólo está limitado por el encuentro en su contrario: así la vida por la muerte, la luz por la oscuridad, y en general cualquier bien por su opuesto. Igual que el fin de la vida es el comienzo de la muerte, así también dejar de correr en el camino de la virtud es comenzar a hacerlo en el camino del vicio.

En la segunda parte del discurso, el Apóstol Pablo habla encendidamente sobre la misión y tarea de los presbíteros. Dos series de recomendaciones se agrupan también en torno a un versículo eje (v. 32):

No es conveniente que los hombres cristianos, atentos al esfuerzo humano, consideren que la entera corona depende de sus peleas, sino que es necesario que refieran a la voluntad de Dios sus esperanzas en el premio.